# 野平祐二
野平 祐二（のひら ゆうじ、1928年3月20日 - 2001年8月6日）は、日本の騎手（日本競馬会、国営競馬、日本中央競馬会〈JRA〉 ）、調教師（日本中央競馬会）。千葉県船橋市古作出身。騎手としても調教師としても成功し「ミスター競馬」と呼ばれた。父の野平省三は元騎手（日本競馬会）、元調教師（国営競馬、日本中央競馬会）。孫の二本柳壮は騎手（JRA）。2004年、騎手顕彰者に選出。

## 経歴

### 少年時代
父の省三が騎手を引退したあと、下総御料牧場で働いていたときに生まれる。幼少のころから馬が身近にいる環境で育ち、小学校時代には馬に鞍をつけて乗るようになっていた。
尋常小学校を卒業後、関東中学に進学するが、騎手を志して退学。1942年3月、騎手見習いとして関東の名門尾形藤吉厩舎に入門した。

### 騎手時代
1944年秋に騎手免許を取得し、同年12月3日、東京修練場（現在の馬事公苑）において行われた能力検定競走で初騎乗。同月5日に初勝利を挙げる。
1945年4月に宇都宮市へ疎開し、日本競馬会の仕事に従事。毎日10頭近くの馬を1人で調教し、世話をするという過酷な労働と栄養失調から肉体と精神に変調をきたし、「どうせ死ぬならお国のために戦って死にたい」と決意。海軍飛行予科練習生乙科に願書を出願したが、受験日に指定された8月15日に太平洋戦争は終結した。
1946年に公認競馬が再開されるとこれに参加。1949年に尾形厩舎から野平省三厩舎へ移籍。1952年3月10日のスプリングステークスで重賞初勝利（優勝馬アサトモ）。1957年に公認競馬・中央競馬を通じて初となる年間100勝をマーク（103勝）し、初のリーディングを獲得した。翌1958年には中央競馬における当時の年間最多勝記録となる121勝をマークし、2年連続でリーディングを獲得している。1959年4月29日にはトサオーで天皇賞（春）を勝ち、八大競走初制覇を記録した。

#### オーストラリアへ遠征
1959年、オーストラリアで行われた国際騎手招待競走「インターナショナルステークス」に参戦。メルボルンで行われた第1戦はチョクトーに騎乗して7着に終わったが、招待騎手では最先着であった。12月12日には場所をシドニーのカンタベリー競馬場へ移し、第2戦（芝1900m・ハンデ戦）で6歳せん馬のアカタラワに騎乗。大外枠からスムーズなスタートを決めて2番手につけると、向正面では先頭に立ち、そのままノーステッキで後続を振り切って優勝。日本国外のレースにおける日本人騎手初勝利を挙げ、気性面に問題のあったアカタラワという競走馬を難なく御した野平の騎乗は現地の競馬関係者に賞賛された。ブリスベンで行われた第3戦では人気薄のトークワで3着となる好成績を収めて帰国し、野平自身、「海外の騎手とも互角にやれる」という自信を得た。

#### スピードシンボリに騎乗
1967年 スピードシンボリで天皇賞（春）を制覇。同年、同馬に騎乗してワシントンD.C.インターナショナルに遠征（9頭中5着）。アメリカの一流競走馬の能力を目の当たりにした野平はオーストラリア遠征で得た自信を完全に打ち砕かれ、スピードシンボリの馬主・和田共弘と「外国の馬の強さの秘密を知るには積極的に現地へ足を運ぶ必要がある」という認識を共有することとなった。
1969年、ふたたびスピードシンボリで海外遠征を敢行。キングジョージクイーンエリザベステークスに体調不安の状態で出走し9頭中5着。その後フランスで1戦し、凱旋門賞（24頭中10着）に騎乗。日本国外の競馬のレベルの高さ、遠征の難しさを改めて痛感させられる結果となった。その後は帰国後ぶっつけで有馬記念に出走、ハナ差で勝利を収めている。翌年も騎乗を続け、5回目となる有馬記念でのラストランをクビ差での優勝で飾った。

#### 騎手晩年
1970年に日本騎手クラブの会長に就任している。
1972年、和田共弘・北野豊吉・藤田正明ら馬主9名の協力を得て「日本ホースメンクラブ」を結成。目標は、馬主が出資した資金を元手に購入した競走馬をヨーロッパの厩舎で管理し、本場の大レース優勝を目指すというものであった。野平はフランスに長期滞在して競走馬の調達を担当。同時に騎手として現地のレースに騎乗した。この遠征において野平は同クラブが所有するビバドンナに騎乗してドーヴィル競馬場で行われたレースを優勝し、日本人騎手として欧州のレース初勝利を挙げた。また、日本から遠征してきたメジロムサシに騎乗して凱旋門賞（19頭中18着）、ワシントンD.C.インターナショナル（9頭中7着）に出走した。
7月30日には通算1296勝をマークし、中央競馬最多勝記録を更新した。

#### 騎手引退
1975年、父省三の死に伴い厩舎を引き継ぐため、騎手を続けたいという自分の思いに反し、騎手引退を決意。同年2月16日、最後のレースとなった目黒記念に優勝（優勝馬カーネルシンボリ）し、騎手として有終の美を飾った。通算成績7280戦1339勝（うち中央6242戦1188勝）、重賞71勝であった。
騎手として、初めて八大競走完全制覇を成し遂げた保田隆芳に勝るとも劣らない戦績を残したが、牡馬クラシック制覇は最後まで叶うことがなかった（牝馬クラシックと天皇賞（春）・有馬記念は優勝している）。

### 調教師時代
調教師免許取得日は1975年3月1日。同年8月1日に厩舎を開業し、8月2日に初出走。同年12月7日、ホッカイノーブルで調教師として初勝利を挙げた。1976年、同じくホッカイノーブルでステイヤーズステークスに勝利して重賞初制覇。
また、コーラルシーを管理して、同馬は1981年のダービーではカツトップエースの3着に食い込んでいる。

#### シンボリルドルフを管理
1983年から、シンボリルドルフを管理することになる。調教にまたがった野平はデビュー前からその非凡な素質を見抜いていた。1984年、岡部幸雄騎手や藤沢和雄調教助手らとともに綿密な調教プランを立て、シンボリルドルフを史上4頭目の三冠馬に育てる。それ以外に1984年から1985年にかけて有馬記念2勝、天皇賞（春）、ジャパンカップを制し7冠という偉業を達成した。野平は同馬に対し絶対的な信頼をしており、天皇賞・秋の出走時に「競馬には絶対はないがシンボリルドルフには絶対がある」と発言した。シンボリルドルフの活躍により、1984年・1985年の重賞獲得調教師賞を受賞している。
1985年、宝塚記念を前にシンボリルドルフの体調をめぐり、それまでの経験から体調不良と判断した野平と「問題ない」とするシンボリ牧場場長の桐澤正好の見解が対立。このときは和田が折れてルドルフは宝塚記念に出走しないこととなった（実際には出走取消扱いとなっている）。
翌1986年、国外遠征を控えたルドルフの体調をめぐってふたたび野平と桐澤が対立。さらに遠征の日程をめぐって野平と和田の意見が対立したことから和田と絶縁状態に陥る。関係の断絶は和田が死去（1994年）するまでついに解消されることはなかった。結局シンボリルドルフはアメリカのサンルイレイステークスに出走したが、故障（左前脚繋靭帯炎）の影響で6着と敗北、その後引退した。翌1987年にシンボリルドルフは殿堂入りするが、騎手として後の顕彰馬に騎乗して八大競走勝利、かつ調教師としても後の顕彰馬を管理したホースマンとなったのは保田隆芳に次いで史上2人目である。
1997年9月21日、セントライト記念をシャコ―テスコで勝利。これが最後の管理馬の重賞制覇となった。2000年2月29日、定年により調教師を引退。通算成績402勝、重賞級23勝だった。翌2001年8月6日に肺炎のため死去。
2004年、JRA発足50周年を期に顕彰され、調教師・騎手顕彰者として殿堂入り（騎手部門）を果たした。

## エピソード
- 日本にモンキー乗りを普及させたのは保田隆芳であるが、野平は保田に先んじてモンキー乗りを独自に研究し、レースで実践していた。
- 騎手時代には「プロの騎手はただ勝てばいいのではない。プロらしい技術を見せて（野平は「演技する」と表現した）ファンを魅了しなければならない」という美学をもっていた。また、幼少のころから父・省三に「競馬関係者はジェントルマンでなくてはならない。ジェントルマンはフェアでなければならない」と繰り返し教えられてきた影響からフェアプレーに徹した。それは「他人を妨害するのはもちろん、妨害される（程度の技量しか持ち合わせていない）のもプロ失格である」というほどに徹底したものであった。1954年には1年を通じて制裁がなかったことにより、模範騎手賞を受賞した。
- 1000勝達成時のインタビューで、「僕の願いは苦労させられた馬で勝ちたいということ。どこか難点のある馬をいろいろ工夫しながら乗って勝つのが好きなんです。」と語っている[5]。
- 海外競馬への憧れや海外生活の影響から、欧米を範とした言動をとることが多かった。例として、前述のようにフェアプレーや「演技」の概念を強調したことが挙げられる。また、シンボリルドルフがダービーに出走した際には、ヨーロッパのダービーにおける調教師の正装である焦げ茶色のソフト帽を着用して観戦した。こうした振る舞いはマスコミに「ダンディー野平」と賞賛される一方、競馬関係者などからは「外国かぶれ」「キザな野郎だ」と陰口を叩かれることもあった。
- 調教師定年の年、エルコンドルパサーの凱旋門賞取材でフランスを訪れる。フランスで数年騎乗したこともあり、当時住んでいた町を歩き懐かしんでいた。この取材旅行（NHKスペシャル）でエルコンドルパサーが滞在するシャンティイ調教場である若手見習騎手に目が留まりインタビューを行い、「彼はすごいね。いい騎手になるよ。」と言い残した。その若手見習騎手こそ、のちのフランスリーディングジョッキー、クリストフ・スミヨンである。
- 騎手、調教師として日本ダービーにはなかなか縁がなかった。日本中央競馬会発行の日本ダービー50年史に「もし、私がダービーに勝つことができましたら、その時はもちろん、是非ともこう自己紹介しようと思っているのです。『私は、日本ダービーを勝ちました調教師の野平祐二です』と…。」とその想いを寄稿している。その後、翌年の第51回日本ダービーをシンボリルドルフで制覇している。
- 調教師として馬に乗っての調教を重視し、「毎日乗っていないと気持ち悪い。馬に乗れなくなったら廃業します。」とまで語っている[6]。
- 調教師引退直後には、当時の日本の騎手について、「マイナー精神を忘れてはいけない。マイナー精神とは、ファンのために尽くすんだという精神。今の日本の騎手はそれを忘れているように思える。」と指摘している[1]。
- 内国産馬での海外競走制覇にこだわった。スキーキャプテンを取り上げた『週刊100名馬』のインタビューでは、「外国産馬ではなく、日本で生まれ育った馬で海外のレースに挑戦して勝ってほしい。私は日本の競馬と生産地を盛り上げるのはそれしかない、と思っています。」と語っている[1]。

## 通算成績
- 騎手成績7280戦1339勝（日本中央競馬会発足以降1188勝）。
- 調教師成績3949戦402勝

### タイトル
- 最多勝利騎手：2回（1957年、1958年） ※1956年以降、JRAでは1987年より表彰
  - 関東リーディング：3回（1957年、1958年、1970年） ※1956年以降
- 最高勝率騎手：5回（1958年、1959年、1964年、1966年、1970年） ※5回は歴代5位タイ[7]。JRAでは1987年より表彰
- 最多賞金獲得騎手：3回（1957年、1958年、1970年） ※JRAでは1987年より表彰
- 騎手大賞：1回（1958年） ※JRAでは1987年より表彰
- 最多賞金獲得調教師：2回（1984年、1985年） ※JRAでは1987年より表彰

#### 表彰
- 模範騎手賞（1954年） ※受賞者はこれ以降、柴田政人まで39年間現れなかった
- 騎手顕彰（2004年）

## 代表馬
※いずれも騎乗・管理当時のもの。

### 騎手時代
※太字は八大競走を含むGI級レース。
- アサトモ（1952年スプリングステークス、中山4歳ステークス）
- ホマレオー（1954年セントライト記念）
- フクリュウ（1956年日本経済賞）
- アカツキ（1956年クイーンステークス）
- タメトモ（1957年オータムハンデキャップ）
- ミツル（1957年東京牝馬特別、1958年中山記念、東京杯）
- カツトシ（1958年中山4歳ステークス）
- タジマ（1958年東京牝馬特別）
- ウネビヒカリ（1958年朝日杯3歳ステークス、1959年オールカマー、1960年毎日王冠）
- トサオー（1958年クモハタ記念、1959年金杯、天皇賞（春））
- フイリー（1959年中山記念）
- スイートワン（1960年京王杯スプリングハンデキャップ、目黒記念（春））
- タジマチカラ（1960年アラブ王冠（春））
- ヤマトノハナ（1960年京王杯オータムハンデキャップ）
- ヴアイオレツト（1960年東京牝馬特別）
- アサユキ（1962年京王杯オータムハンデキャップ）
- キングダンデイー（1963年NHK杯）
- カネケヤキ（1964年桜花賞、優駿牝馬）
- ミツクニ（1964年アラブ王冠（春））
- フラワーウツド（1964年オールカマー）
- スイートラペール（1965年中山記念）
- スピードキング（1966年日本経済賞）
- セフトウエー（1966年福島記念、毎日王冠）
- キヨトミ（1966年牝馬特別）
- スピードシンボリ（1967年天皇賞（春）、1969年・1970年有馬記念、1970年宝塚記念、1967年・1970年アメリカジョッキークラブカップ、1967年・1969年目黒記念（春）、1967年日本経済賞、1968年アルゼンチン共和国杯、1969年ダイヤモンドステークス）
- ヒカルタカイ（1968年天皇賞（春）、宝塚記念）
- タケダヒカル（1967年読売カップ（春））
- スイートフラツグ（1968年京王杯オータムハンデキャップ、オールカマー、1969年牝馬東京タイムズ杯、1970年金杯）
- ギャロップ（1969年京成杯）
- メイジアスター（1969年クイーンステークス、カブトヤマ記念）
- スズノツバサ（1969年ダービー卿チャレンジトロフィー）
- ムツミシゲル（1970年アラブ王冠（春））
- ハーバーゲイム（1970年クイーンステークス、牝馬東京タイムズ杯、1971年安田記念）
- マキノホープ（1971年日本経済賞）
- ミネラルシンボリ（1971年日本短波賞）
- アカネテンリュウ（1971年目黒記念（秋））
- スガノホマレ（1972年日本短波賞、1973年東京新聞杯、1974年京王杯オータムハンデキャップ）
- タケデンバード（1972年クモハタ記念）
- インターブレイン（1973年京王杯スプリングハンデキャップ）
- カーネルシンボリ（1974年東京4歳ステークス、弥生賞、1975年目黒記念（春））

その他
- キョウエイグリーン
- ホウシュウエイト
- ヤマトキヨウダイ
- リュウズキ

### 調教師時代
- ホッカイノーブル（1976年ステイヤーズステークス）
- ピュアーシンボリ（1981年ダイヤモンドステークス、1981年・1982年ステイヤーズステークス）
- シンボリフレンド（1981年京王杯スプリングハンデキャップ）
- スイートネイティブ（1982年安田記念、七夕賞、牝馬東京タイムズ杯）
- ブライトシンボリ（1983年ステイヤーズステークス）
- シンボリルドルフ（1984年皐月賞、東京優駿、菊花賞、1985年天皇賞（春）、ジャパンカップ、1984年・1985年有馬記念、1984年弥生賞、セントライト記念、日経賞）
- ホッカイペガサス（1985年ダイヤモンドステークス、ステイヤーズステークス）
- ジャニス（1992年府中牝馬ステークス）
- シャコーテスコ（1997年セントライト記念）

## おもな厩舎所属者
※太字は門下生。括弧内は厩舎所属期間と所属中の職分。
- 田中清隆（1975年-1990年 騎手）
- 西野桂（1975年-1979年 騎手）
- 和田正道（1978年-1982年 調教助手）
- 藤沢和雄（1983年-1987年 調教助手）